# Ózeki

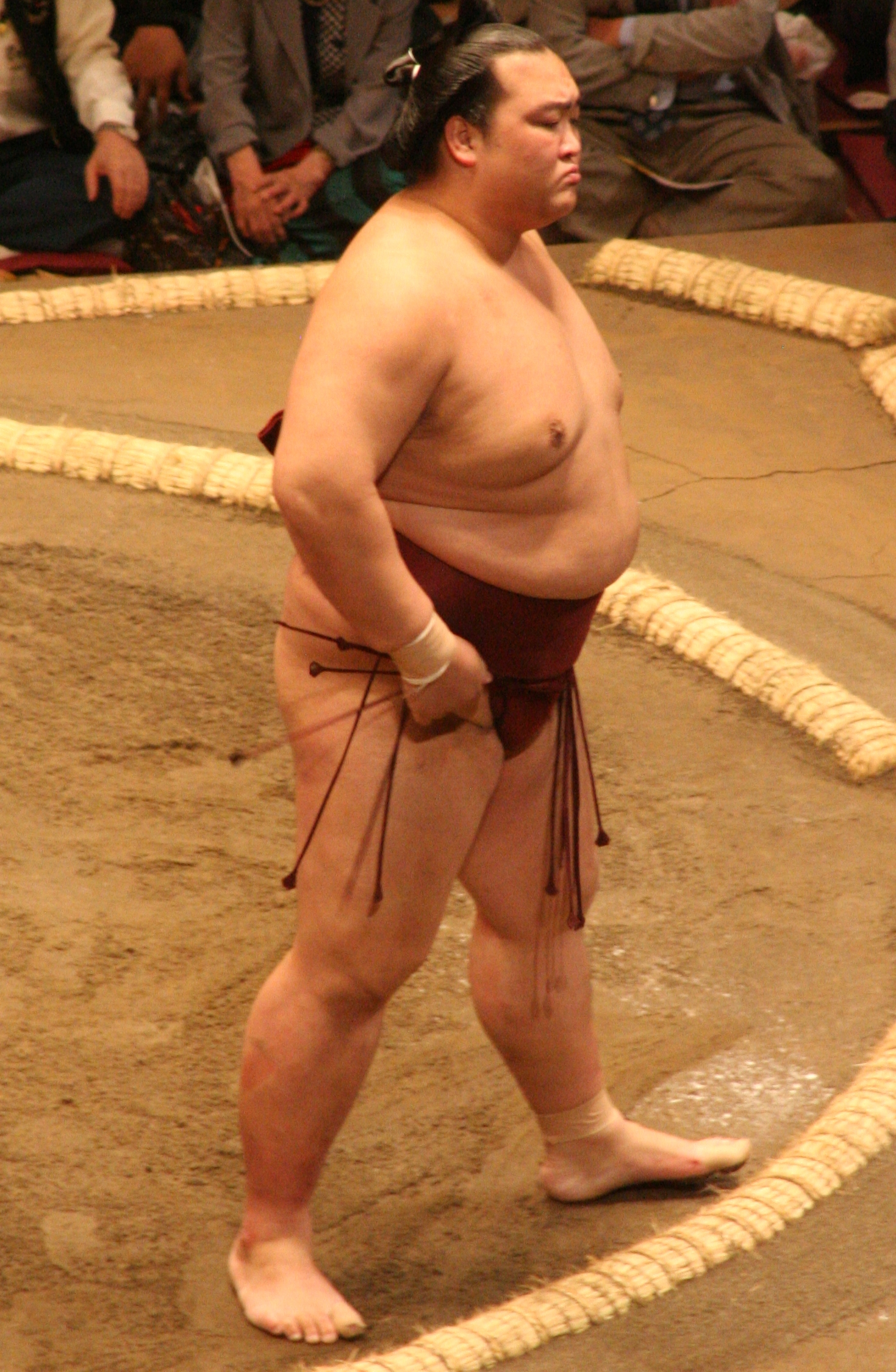
Egy ózeki, Kiszenoszató Jutaka

Az ózeki (大関 ()) a második legmagasabb birkózói rang a szumóban. A jokozuna rang megjelenése előtt ez volt a legmagasabb elérhető rang.

## Előléptetés
Az ózekivé előléptetés egy több tornán átívelő folyamat. Azoknak a szekivakéknek van esélye erre, akik legalább 33 győzelmet tudtak elérni a három utolsó tornán oly módon, hogy a legutóbbin legalább 10 győzelmük volt (a szekivakék, lévén a makuucsiban küzdő szekitorik, összesen 15-ször küzdenek egy tornán). A döntés titkos és nincs rá általános szabályozás, habár 33 győzelem majdhogynem garantálja az előléptetést. Néhány egyéb faktor is számít a döntés szempontjából, például a tornagyőzelem (júsó) vagy egy jokozuna legyőzése. Ezen kívül figyelembe veszik a birkózó teljesítményének egyenletességét, bátorságát, az általa bemutatott szumó minőségét csakúgy, mint a hibaarányt (hansoku, nem megengedett mozdulatok) és azt, hogy mennyire támaszkodik a szabályos, de a közvélekedés szerint szumó harcoshoz (pláne egy ózekihez) méltatlan technikákra (henka, csel).
Az előléptetésre a Japán Szumószövetség Elnökségének Bírói Bizottsága tesz javaslatot. Amennyiben ez az előléptetés először történik meg a birkózó életében, az Elnökség hivatalos látogatást tesz a neki otthont adó hejában, hogy értesítsék a kinevezésről. Ilyenkor általában az újdonsült ózeki tart egy beszédet, melyben megfogadja, hogy a tőle telhető legjobb teljesítménnyel öregbíti majd a rang jó hírét.
Az Edo-korban a birkózók sokszor csak a méretük alapján váltak ózekivé, a valós birkózói tudásuk nem számított. Ezt a rendszert "vendég ózeki"-nek (看板大関 "kanban ózeki") nevezték és sok birkózó neve hamar eltűnt a banzukéről, bár néhányuknak (például Tanikaze Kadzsinoszukének) sikerült igazi birkózóként megállnia a helyét a tornákon.

## Lefokozás
A többi szanjakuhoz hasonlóan (a jokozuna kivételével) az ózekit le is lehet fokozni. Számukra ez egy kétlépcsős folyamat. Ahhoz, hogy ez megtörténjen make-kosit, vagyis negatív mérleget kell elszenvednie, ekkor az ózekit a kadoban jelzővel illetik. Amennyiben a következő tornán kacsi-kosit, vagyis pozitív mérleget ér el, a rendes ózeki státusza visszaáll, ha viszont kadobanként még egyszer make-kosit ér el, akkor a következő tornára lefokozzák, és szekivakeként folytathatja azt. A vereség súlyossága nem számít, szekivake alá nem fokozzák le emiatt.
Amennyiben az ezt követő tornán sikerül 10-nél több győzelmet elérnie, megint előléptetik ózekivé a következő tornára, ha viszont ennél rosszabb eredményt ér el, akkor kezdheti elölről az egészet, innentől kezdve ugyanolyan bánásmódban lesz része, mint bármely más szumósnak. Ez a rendszer az 1969-es nagojai torna óta van érvényben, azóta négy birkózónak sikerült közvetlenül a lefokozásuk után visszanyerni ózeki rangjukat: Mienoumi, Takanonami, Muszójama és Tocsiazuma (neki kétszer is).

## A rang előnyei
A fizetésemelés mellett számos előnnyel jár az ózeki rang.
- Garantáltan magas rangú tagja lesz a Szumószövetségnek visszavonulása után.
- Hároméves ideiglenes tagságot kap a Szövetségben, ha még nem vásárolt tagsági részvényt.
- Tiszteletdíjat kap visszavonulásakor (ennek összege az ózekiként nyújtott teljesítményétől és annak időtartamától függ).
- Parkolóhely a Szövetség központjánál.
- Szavazati jog a Szövetség elnökválasztásaikor.
- Általában kap a hejájától segítőket (szerencsésebb inkább szolgáknak nevezni) fiatal szumósok formájában.
- Lila (bíbor) színű ünnepi kötényt viselhet (keso-mavasi).
- Normál esetben az ózekik szoktak a jokozuna kardvivői vagy felvezetői lenni a belépési ceremónia során, ha viszont egynél több aktív jokozuna van, akkor ez nem feltétlenül igaz.
- Felkérhetik, hogy képviselje a szumóbirkózókat hivatalos eseményeken, mint például a tornákat meglátogató fontos személyek fogadásánál vagy sintó szentélyek meglátogatása során.